# Цистра
Ци́стра (фр. cistre, от лат. cithara) — старинный струнный щипковый музыкальный инструмент.

## Краткое описание

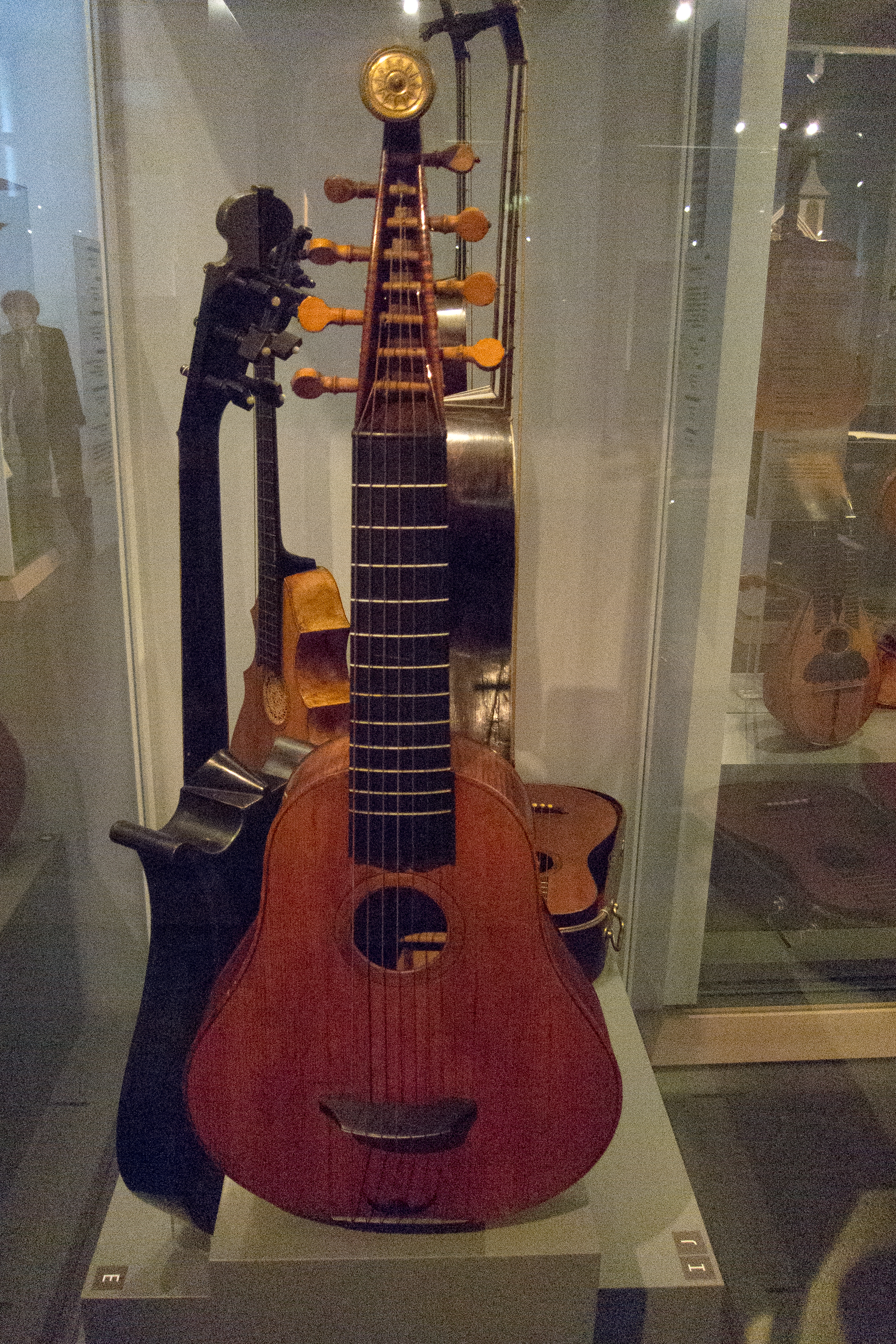
Саксонская цистра из города Гота, звучала в камерных оркестрах в Лейпциге и С.-Петербурге.

По форме напоминает современную полуовальную мандолину. Имеет 5—12 парных струн (хоров). Была распространена в Германии, Голландии, Италии и других странах Западной Европы в XV — начале XIX вв. (особенно в городской среде в конце XVIII — начале XIX вв.). Специфической разновидностью цистры в Европе второй половины XVIII — первой половины XIX вв. была английская гитара. Разновидности цистры — большая басовая, теноровая, малая.
Если лютня, сложная в игре, была доступна только музыкантам-профессионалам, то менее дорогая цистра, более удобная по размеру и простая для обучения, больше подходила для любителей. Она характеризуется своими деками — дощечками с перпендикулярными корпусу сторонами, плоским дном и колковой коробкой в форме серпа.
Металлические струны, которые перебирали пальцами или медиатором, придавали ей более легкий тембр и более популярный, чем у лютни, «сочный» голос, который больше подходил для исполнения серьёзной музыки. Цистра была чаще всего с двойным или тройным рядом струн.
Как и в случае лютни, музыка для цистры нотировалась в форме табулатуры.
Существовали цистры разных форм, в которые были внесены все новшества лютни. До того, как появилась гитара, существовали инструменты-гибриды, такие как цистра-теорба, и всякого рода «чудовищные лютни».
К семейству цистр относятся традиционные инструменты в ряде европейских стран и регионов: в Германии — Waldzither, на Корсике — cetara, в Испании — bandurria, в Португалии — португальская гитара.

### Конструкция
Цистра имеет корпус каплевидной формы. Изюминкой конструкции является особая форма шейки, которая по всей длине срезана со стороны басовых струн (предположительно для облегчения виртуозной игры левой рукой).  Форму крюка имеет колковая часть и по отношению к шейке наклонена назад. Изначально инструмент изготавливался из цельного куска дерева и был разных размеров, однако полного семейства создано не было.
После 1574 мастер Джироламо ди Вирки из Брешии  ввёл в обиход более лёгкую конструкцию. С этих пор корпус составлялся из отдельных элементов,а расстояние между любыми соседними ладами на грифе  стал полутон.

### Пьесы
Первый известный сборник пьес «Первая книга табулатуры для цистры» для (шестихорной) Цистры датирован 1574 годом.  Его издал сын Джиларомо ди Вирки, Паоло Вирки, в этот сборник вошли написанные Паоло фантазии, сальтареллы, ричеркары и пьесы других жанров, а так же  интабуляции чужих сочинений, отличающиеся полифоническим богатством и виртуозностью вариаций.  
Цистра также была популярна в Англии благодаря её участию в смешанном консорте, который  включал в себя щипковые и мелодические инструменты.  Пьесы для такого состава писалиТ. Морли и Ф. Россетер. 
Английские произведения для Цистры вошли в школы Э. Холборна «The Cittharn Schoole», 1597 года и Т. Робинсона «New Citharen Lessons», 1609 года.

## Репетиции
Цистра в период расцвета нередко становилась предметом антуража в бытовых сюжетах художников, как на картине «Шахматисты» Корнелиса де Мана, созданной около 1670 года.
Цистру упоминает Шекспир в комедии «Бесплодные усилия любви» (1590-е годы), где персонажи саркастически обсуждают форму головы Олоферна, сравнивая её с формой головки цистры (англ. cittern-head), с головкой (большой) булавки и т. д.

## Франция, XVIII век
Один из первых самоучителей для цистры был написан во Франции, его составил Шарль Полле (Charles Pollet) в 1786 году. 
У него была цистра из города Лилль, которую он настраивал как E-A-D-E-a-c#-e.

## Журнал «Гитарист»
В статье «Кто изобрёл русскую семиструнную гитару» Валериан Русанов рассказывает о саксонской цистре, которая уже в XVIII веке была семиструнной. На ней играли в камерных оркестрах в Лейпциге и впоследствии в Санкт-Петербурге:

Утверждая, что именно этот строй облегчает игру на гитаре, допускает всю полноту гармонии в аккомпанементе, он (Иоганн Клавдий Ганф) ссылался на изменения, происходившие с семиструнной гитарой во Франции, где рекламируемый им «новый» строй был якобы признан наилучшим. В подтверждение своих слов Ганф ссылался на статью Шейдлера в «Лейпцигской музыкальной газете» (1801, № 4). Вскоре, в 1805 году, Ганф выпустил собственную Школу игры на семиструнной гитаре, но пропагандировавшийся им «французский» строй, видимо, не встретил сочувствия у русских гитаристов.

Французские цистры из города Лилль и саксонские из города Гота хранятся в музее имени Глинки в Москве и в музее музыкальных инструментов в Лейпциге. Они настраивались выше семиструнной гитары, и за десятилетия до её изобретения в России уже имели некоторые её отличительные черты, включая «венские» пружины и круглые накладки на гриф (исчезнувшие во времена массового производства в XX веке). Они и есть её непосредственные предки, и это именно их гитаристы-любители всё стараются найти среди древностей (производя семиструнку то от английской, то от итальянской и даже польской гитары).